# Seznam švicarskih teologov
Seznam švicarskih teologov.

## A
- Johannes Aal

## B
- Karl Barth
- Hans Urs von Balthasar
- Alberto Bondolfi
- Heinrich (Henrik) Bullinger

## C
- Georges Cottier

## D
- Niklaus Manuel Deutsch

## E
- Thomas Erastus

## G
- Joseph Heinrich Aloysius Gügler

## H
- Johann Heinrich Heidegger

## K
- Hans Küng

## L
- Johann Kaspar Lavater
- Kurt Lüthi (1923-2010)

## N
- Walter Nigg

## S
- Simon Sulzer

## V
- Alexandre Rodolphe Vinet

## W
- Samuel Werenfels
- Johann Jakob Wettstein

## Z
- Huldrych (Ulrich) Zwingli